# Llengua cherokee
La llengua cherokee (Ꮳꮃꭹ ꭶꮼꮒꭿꮝꮧ Tsalagi Gawonihisdi) és una llengua indígena d'Amèrica del Nord de la família de la llengua iroquesa, amb la que presenta divergències importants, és la llengua pròpia del poble indi que habitava al sud dels Apalatxes (part dels actuals estats de Virgínia, Carolina del Nord i del Sud, Geòrgia, Tennessee i Alabama), als Estats Units.
Com la majoria de llengües ameríndies, el cherokee és un idioma polisintètic; és a dir, com en el cas de l'alemany, aglutina diferents morfemes formant paraules que poden arribar a ser molt llargues.

## Dialectes
En el moment del contacte amb els europeus, hi havia tres principals dialectes cherokee: baix, mig i muntanyenc. El dialecte baix, antigament parlat a la frontera de Carolina del Sud i Geòrgia, es va extingir fa més de 200 anys. Dels dos dialectes restants, el dialecte mitjà (Kituwah) és parlat per la banda de l'Est a la frontera de Qualla, i reté 1.000 parlants o menys. El dialecte muntanyenc, o occidental, és parlat a l'est d'Oklahoma i per la comunitat Snowbird de Carolina del Nord per unes 9.000 persones o més. El dialecte occidental és el més usat i és considerat el principal dialecte de l'idioma. Tots dos dialectes han tingut influència de l'anglès, amb l'occidental mostrant també certa influència espanyola.
L'actualment extingit dialecte baix parlat per les Viles Baixes en les proximitats de la frontera de Carolina del Sud i Geòrgia tenia r com la consonant líquida en el seu inventari, mentre que tant el Kituhwa contemporani o dialecte Ani-kituwah parlat a Carolina del Nord i el dialecte muntanyenc contenen l. Només el cherokee d'Oklahoma Cherokee va desenvolupar el to. Tant el dialecte baix com el dialecte Kituhwa tenen un so "ts" en lloc del "tl" del dialecte muntanyenc. Per exemple, la paraula catalana no és ᎥᏝ (ə̃tˤɑ o [ə̃tl̥á]) en dialecte muntanyenc, però ᎥᏣ (ə̃sɑ) en els dialectes baix i Kituhwa.

## Sil·labari cherokee
El cherokee s'escriu amb un sil·labari (igual que altres idiomes com el japonès). El sil·labari cherokee fou inventat per Sequoyah (també anomenat George Guess). En aquest sistema, cada símbol representa una síl·laba i no pas un fonema com en els alfabets occidentals. Sequoyah havia vist l'anglès escrit però no sabia llegir-lo, per això alguns símbols s'assemblen als de l'alfabet llatí, però els sons no corresponen.
Nota: la "v" d'aquesta taula correspon a una vocal nasalitzada.
| VocalConsonant | a [a]~[ə]               | e [e]~[ɛ]     | i [i]~[ɪ]     | o [o]~[ɔ] | u [u]~[ʊ] | v [ə̃]  |
| -------------- | ----------------------- | ------------- | ------------- | --------- | --------- | ------ |
| —              | Ꭰꭰ a                    | Ꭱꭱ e          | Ꭲꭲ i          | Ꭳꭳ o      | Ꭴꭴ u      | Ꭵꭵ v   |
| g [ɡ]          | Ꭶꭶ ga • Ꭷꭷ ka           | Ꭸꭸ ge         | Ꭹꭹ gi         | Ꭺꭺ go     | Ꭻꭻ gu     | Ꭼꭼ gv  |
| h [h]          | Ꭽꭽ ha                   | Ꭾꭾ he         | Ꭿꭿ hi         | Ꮀꮀ ho     | Ꮁꮁ hu     | Ꮂꮂ hv  |
| l [l]          | Ꮃꮃ la                   | Ꮄꮄ le         | Ꮅꮅ li         | Ꮆꮆ lo     | Ꮇꮇ lu     | Ꮈꮈ lv  |
| m [m]          | Ꮉꮉ ma                   | Ꮊꮊ me         | Ꮋꮋ mi         | Ꮌꮌ mo     | Ꮍꮍ mu     |        |
| n [n]          | Ꮎꮎ na • Ꮐꮐ nah • Ꮏꮏ hna | Ꮑꮑ ne         | Ꮒꮒ ni         | Ꮓꮓ no     | Ꮔꮔ nu     | Ꮕꮕ nv  |
| qu [kʰw]       | Ꮖꮖ qua                  | Ꮗꮗ que        | Ꮘꮘ qui        | Ꮙꮙ quo    | Ꮚꮚ quu    | Ꮛꮛ quv |
| s [s]          | Ꮝꮝ s • Ꮜꮜ sa            | Ꮞꮞ se         | Ꮟꮟ si         | Ꮠꮠ so     | Ꮡꮡ su     | Ꮢꮢ sv  |
| d/t [d]/[t]    | Ꮣꮣ da • Ꮤꮤ ta           | Ꮥꮥ de • Ꮦꮦ te | Ꮧꮧ di • Ꮨꮨ ti | Ꮩꮩ do     | Ꮪꮪ du     | Ꮫꮫ dv  |
| tl [t͡ɬ]        | Ꮬꮬ dla • Ꮭꮭ tla         | Ꮮꮮ tle        | Ꮯꮯ tli        | Ꮰꮰ tlo    | Ꮱꮱ tlu    | Ꮲꮲ tlv |
| ts [t͡s]~[d͡ʒ]   | Ꮳꮳ tsa                  | Ꮴꮴ tse        | Ꮵꮵ tsi        | Ꮶꮶ tso    | Ꮷꮷ tsu    | Ꮸꮸ tsv |
| w [ɰ]          | Ꮹꮹ wa                   | Ꮺꮺ we         | Ꮻꮻ wi         | Ꮼꮼ wo     | Ꮽꮽ wu     | Ꮾꮾ wv  |
| y [j]          | Ꮿꮿ ya                   | Ᏸᏸ ye         | Ᏹᏹ yi         | Ᏺᏺ yo     | Ᏻᏻ yu     | Ᏼᏼ yv  |

## Característiques
El cherokee conté un inventari reduït de consonants: tres oclusives (alveolar, velar i glotal), dues fricatives (alveolar i glotal), dues nasals (bilabial i alveolar), l'africada alveolar sorda i tres consonants aproximants. Pel que fa a les vocals, inclou sis variants, cadascuna de les quals pot ser llarga o breu. La complexitat fonològica deriva del fet que aquests sons poden pronunciar-se en sis tons diferents (tot i que aquest tret està simplificant-se amb el pas del temps).
|            | Labial | Alveolar | Palatal | Velar | Glotal |
| ---------- | ------ | -------- | ------- | ----- | ------ |
| Oclusiva   |        | t        |         | k     | ʔ      |
| Africada   |        | ʦ        |         |       |        |
| Fricativa  |        | s        |         |       | h      |
| Nasal      | m      | n        |         |       |        |
| Aproximant |        | l        | j       | ɰ     |        |

El cherokee té sis vocals fonèmiques:
|            | Anterior | Mitjana | Posterior |
| ---------- | -------- | ------- | --------- |
| Tancada    | i        |         | u         |
| Intermedia | e        | ə̃       | o         |
| Oberta     |          | a       |           |

Els verbs presenten nombroses variacions en la forma, marcades per afixos. Els sufixos indiquen aspecte i mode, mentre que els prefixos poden referir-se a la persona o bé a aspectes lèxics com la forma física.
El cherokee és una llengua SOV, però altera l'ordre canònic en les oracions negatives per fer èmfasi. Si s'elideix el verb, també es canvia l'ordre de la resta d'elements.